# Cape Cod
Cape Cod, przez miejscową ludność nazywany The Cape – półwysep w kształcie ramienia, położony w Stanach Zjednoczonych, w stanie Massachusetts w Nowej Anglii. Jego powierzchnia to 1033 km². Stanowi główną część hrabstwa Barnstable. Półwysep jest najbardziej na wschód wysuniętą częścią stanu Massachusetts. W roku 1914 ukończono budowę kanału, który oddzielił półwysep od stałego lądu. Słowo cod w języku angielskim znaczy dorsz, zaś cape – przylądek, a nazwę, nawiązującą do obfitości tych ryb w tym terenie, nadał mu podróżnik Bartholomew Gosnold w roku 1602.

## Geografia

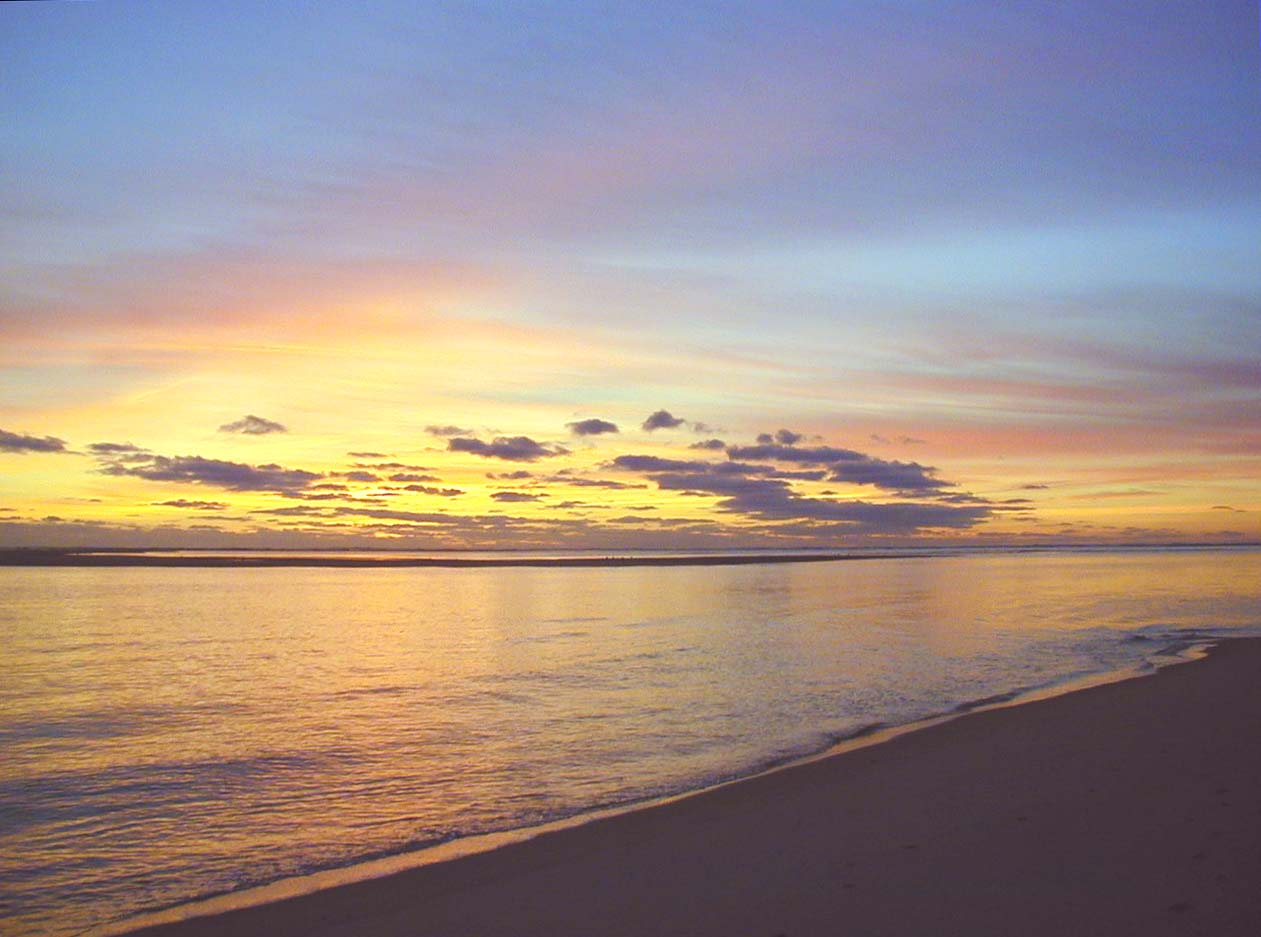
Wschód Słońca na Nantucket Sound

Cape Cod można podzielić na cztery obszary:
Górna część półwyspu, najbliżej kontynentu, ma kilka miast: Bourne, Falmouth, Mashpee i Sandwich. Znajduje się tu także część Barnstable, lecz najczęściej przyjmuje się, że miasto jest w części środkowej półwyspu. W Falmouth znajduje się Woods Hole Oceanographic Institution, instytut oceanograficzny, oraz kilka innych instytucji naukowych. Odpływają stąd także promy na wyspę Martha’s Vineyard. Miasto otaczają wioski: Woods Hole, Quissett, West Falmouth, North Falmouth, Hatchville, East Falmouth, Teaticket, oraz Waquoit.
W środkowej części półwyspu położone są miasta: Barnstable, Dennis oraz Yarmouth. Barnstable otoczone jest wioskami: Barnstable, Centerville, Cotuit, Hyannis, Marstons Mills, Osterville, i West Barnstable. Na tym terenie znajduje się wiele plaż, m.in. Kalmus Beach in Hyannis, która wzięła nazwę od nazwiska założyciela firmy Technicolor, Herberta Kalmusa, który zostawił ją w spadku dla miasta Barnstable. W Yarmouth są trzy wioski: South Yarmouth, West Yarmouth oraz Yarmouthport.

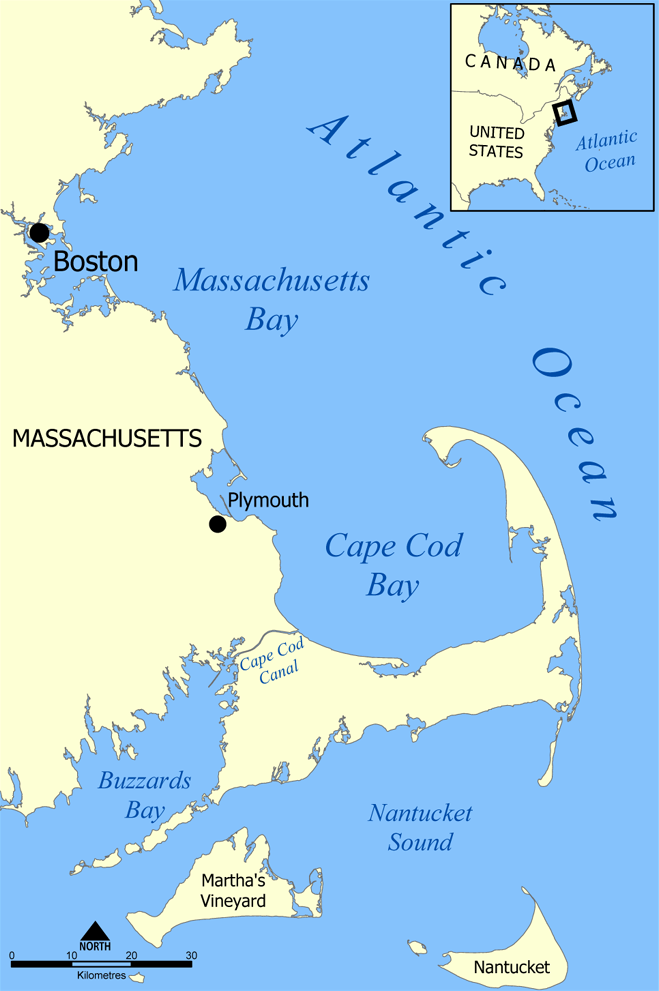
Cape Cod oraz zatoki

Najwęższa część półwyspu, nazywana dolną, zakrzywia się ostro w kierunku północy. Znajdują się tu miasta: Brewster, Chatham, Harwich oraz Orleans.
Część półwyspu, nazywana zewnętrzną, to obszar, na którym znajdują się miasta Eastham, Provincetown, Truro i Wellfleet. Znajdują się tutaj znane amerykańskie plaże Coast Guard, oraz Nauset w Eastham. To w tym miejscu po raz pierwszy do brzegu Ameryki dopłynął statek Mayflower z kolonistami, zwanymi Pielgrzymami, na pokładzie.
Obszar wydzielony przez półwysep Cape Cod oraz kontynent na północy nazywany jest Zatoką Cape Cod, zaś część na południowym zachodzie to Zatoka Buzzards. Na południu znajduje się zatoka Nantucket Sound, którą otaczają wyspy Nantucket oraz Martha’s Vineyard. Dwie ostatnie zatoki oddzielają Elizabeth Islands, tworzące miasto Gosnold. Największa z wysp to Cuttyhunk.
Cape Cod połączony jest z kontynentem dwoma mostami na autostradach – w Bourne oraz Sagamore (oba wybudowano w 1930), a także mostem kolejowym. Na półwyspie znajduje się autostrada numer 6. Komunikacja lotnicza możliwa jest dzięki lotniskom w Barnstable oraz Provincetown.
Na półwyspie mieszka na stałe ok. 230 tys. ludności.